# José Agustín Arango
Pour les articles homonymes, voir Arango.
José Agustín Arango, né à Panamá le 24 février 1841 et mort dans la même ville le 10 mai 1909, est un homme politique panaméen, membre du mouvement séparatiste du Panama en novembre 1903 et président de la junte provisoire de gouvernement. Il est considéré comme un personnage important sinon le plus important de l'indépendance du Panama.
En 1907, il représente le Panama à Washington où est adopté le protocole Taft-Arango, un traité annexe au traité Hay-Bunau-Varilla ajoutant une clause donnant la faculté au Panama de passer des accords bilatéraux avec la Colombie pour la définition de la frontière commune sans intervention américaine. 